# Kilsfjorden (Volda)
 For alternative betydninger, se Kilsfjorden. (Se også artikler, som begynder med Kilsfjorden)
Kilsfjorden er en fjord i Volda kommune i Møre og Romsdal fylke i Norge. Den er en sidefjord til Voldsfjorden og er omkring tre kilometer lang. Den inderste del af fjorden, som også kaldes Kilspollen, er et nor med et smalt indløb ved Straumshamn. Udenfor Straumshamn kaldes fjorden oftest Botnavika.
Fjordsiderne er høje og bratte, med fjelde på over 1.000 meter.
Riksvei 651 går langs vestsiden af fjorden, mens Fylkesvei 5891 går på østsiden og fortsætter ind langs Austefjorden. 
Kilsfjorden ligger ved en alternativ E39, mellem Folkestad og Bjørkedal, i Volda kommune.
Kilsfjorden er et navn som dækker områderne fra Mek til Kile, samt Botnen og Bjørneset.